# Myotis diminutus
Myotis diminutus és una espècie de ratpenat de la família dels vespertiliònids. Fou descrit com a espècie el 2011, tot i que havia estat descobert el 1979. Viu als boscos de l'est dels Andes a l'Equador.
Pesa 3,5 grams i la llargada dels braços inferiors és 33 mm. És l'espècie més petita del gènere Myotis. Té el pelatge marró. Els pèls a la panxa són més clars a l'arrel que a la punta. A l'esquena no hi ha gaire diferència de color.